# 横渡之约
横渡之约，辽朝初年皇室内争夺皇位的斗争。是辽太祖耶律阿保机皇后述律氏与其孙辽世宗耶律兀欲罢兵约和之举。
耶律阿保机的长子耶律倍出逃后，其子耶律兀欲留在契丹，被封为永康王，随辽太宗耶律德光南侵。大同元年（947年）四月，辽太宗耶律德光在南侵回师途中病死，宿卫耶律安摶、南院大王耶律吼和北院大王耶律洼等认为皇位不可一日空虚，在镇阳（今河北省石家庄市栾城区北）拥立倾向于汉化，主张变革契丹旧俗的太祖长孙耶律兀欲，是为辽世宗。坐守上京的应天皇太后述律氏溺爱少子耶律李胡，主张维护契丹奴隶制旧俗。述律太后闻讯，急遣耶律李胡率兵抗拒，企图以武力夺取皇位。世宗进驻南京（在今北京市），遣五院夷离堇耶律安端、详稳耶律刘哥为前锋前去攻打耶律李胡，于泰得泉将其击败。世宗随即率兵追击。闰七月，世宗进至横河（今西拉木伦河），双方对峙于潢河横渡。
述律太后向耶律屋质问计，耶律屋质说：“李胡、永康王都是太祖子孙，有何不可？太后应该考虑长策，与永康王议和。”述律太后派去见世宗，世宗派耶律海思来约和，往返几日，约定议和停战。述律太后问耶律屋质说：“皇位归属何人？”耶律屋质说：“太后授永康王，还有什么可疑？”耶律李胡厉声说：“有我在，兀欲怎么能立？”耶律屋质说：“按照制度，长子有后，不能传弟。太宗之立，人以为非，何况是你？下载万口一词，愿立永康王，不可更改。”于是双方在横渡约定拥立世宗。